# Berndt Lindfors
Berndt Lindfors (Helsinki, Finlandia, 21 de octubre de 1932) es un gimnasta artístico finlandés, medallista olímpico de bronce en Helsinki 1952 y Melbourne 1956 en el concurso por equipos.

## Carrera deportiva
Su mayor triunfo fue conseguir el bronce en las Olimpiadas de Helsinki 1952 y Melbourne 1956 en el concurso por equipos. En esta segunda ocasión los fineses quedaron situados en el podio tras los soviéticos y japoneses, y siendo sus compañeros de equipo: Olavi Laimuvirta, Raimo Heinonen, Onni Lappalainen, Martti Mansikka y Kalevi Suoniemi.